# Solberga prästgård

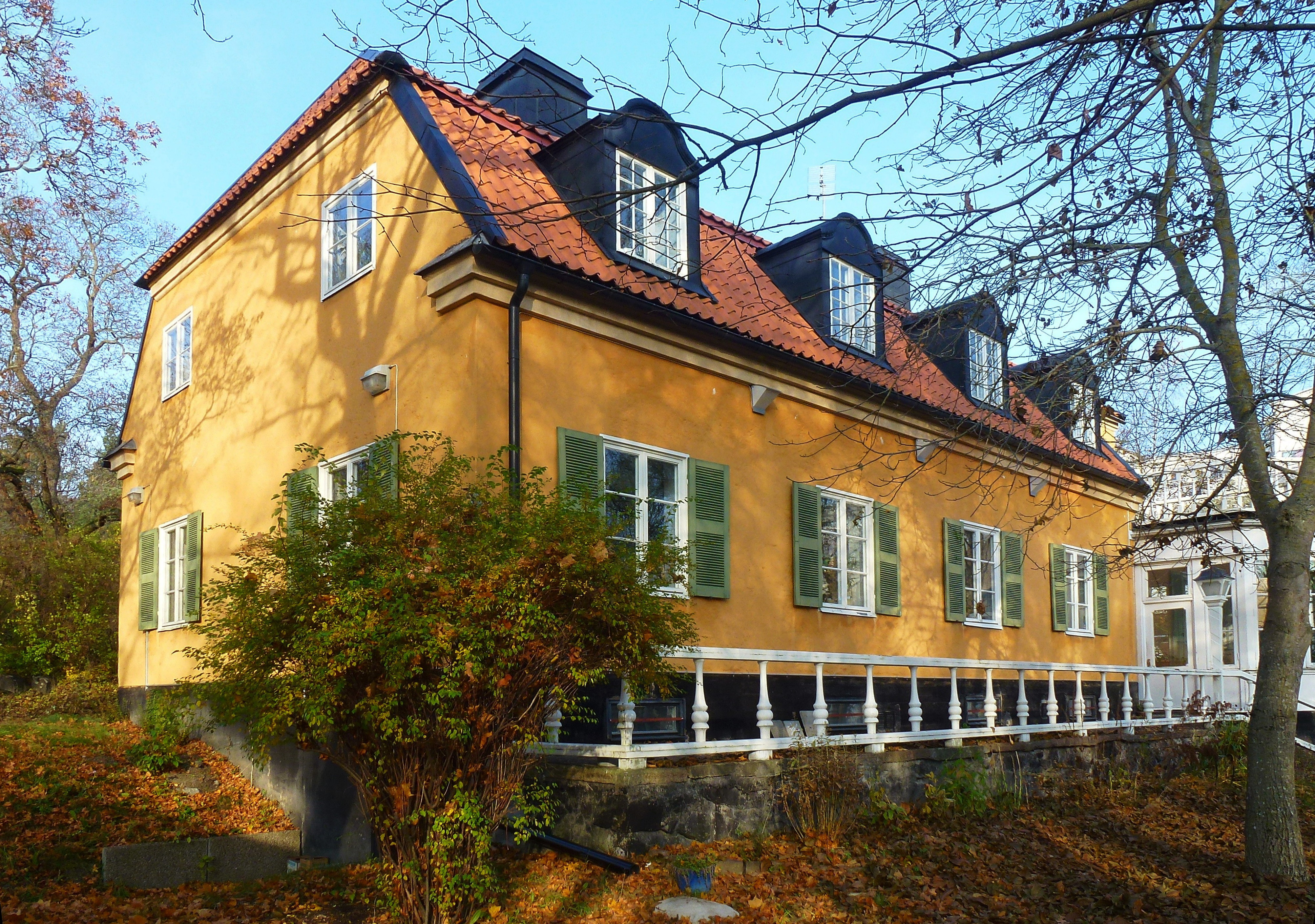
Solberga prästgård, oktober 2015.

Solberga prästgård är en tidigare prästgård i Älvsjö i Söderort inom Stockholms kommun. Gården och framförallt det närliggande berget har gett namn åt stadsdelen Solberga. 1961 inköptes marken av Stockholms kommun men gården var prästbostad fram till 1972. För närvarande (2020) disponeras den av Riksförbundet för Social och Mental Hälsa, RSMH under namnet Solbergagården.

## Historik

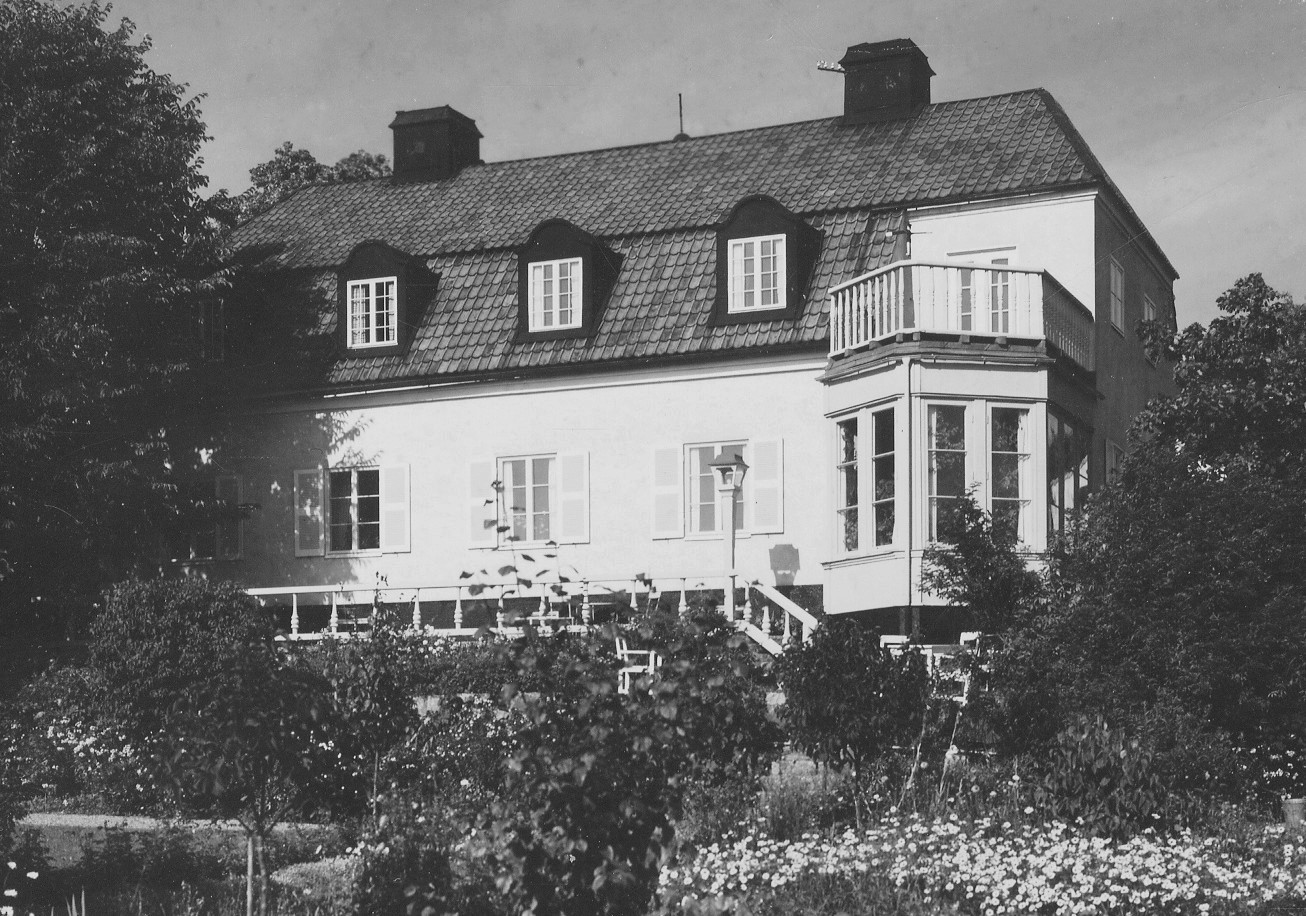
Solberga prästgård, augusti 1949.

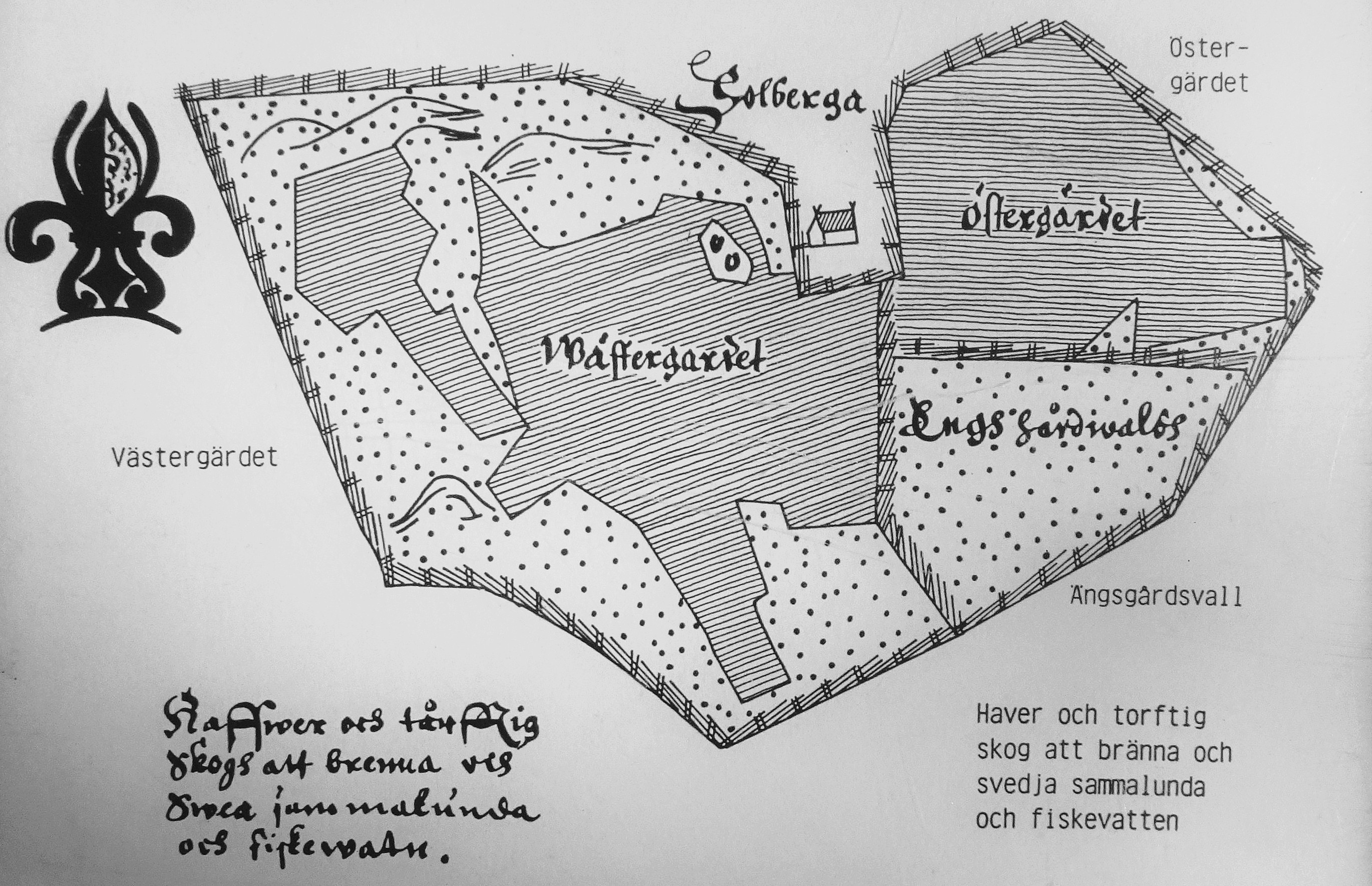
Solbergas ägor 1636.

Redan under järnåldern var platsen bebodd och människor begravde sina döda här, som närbelägna gravfält kan vittna om. Solberga gård nämns på Solbergas äldsta karta från 1636. Då bestod gårdens ägor av Wästergärdet, Östergärdet och en Engsgårdsvall.
Gården blev under 1600-talet donerad till Brännkyrka församling som kyrkoherdeboställe, avsöndrat från Örby slott. Tidigare hade gården omtalats som "Presteboled" (1539) respektive "Preste Gården (1544).På 1700-talet omfattade gården 2 1/3 mantal. Ända fram till 1917 bedrevs jordbruk av sittande kyrkoherde. Den nuvarande byggnaden tillkom 1916-19 och uppfördes efter ritningar av arkitekt Hakon Ahlberg.
Den äldre anläggningen, från 1820-talet, av vilka inte några byggnader återstår, bestod av huvudbyggnad, två flyglar, arrendatorbostad, ladugård, magasin, stall och den så kallade bastun. Den äldre anläggningen finns omnämnd i Årstafruns dagbok i februari 1815 där hon skriver om "en byggnad efter stora planer åt Comministern". Efter att ha besett byggnaden under juli 1827 konstateras rörande byggnaden "som var ganska bra och vacker".
Bastun, en knuttimrad ryggåsstuga från början av 1800-talet, revs 1955. Den sista återstående byggnaden från 1820-talsepoken, ett magasin, förstördes av brand under 1970-talet.

## Bilder

Byggnad
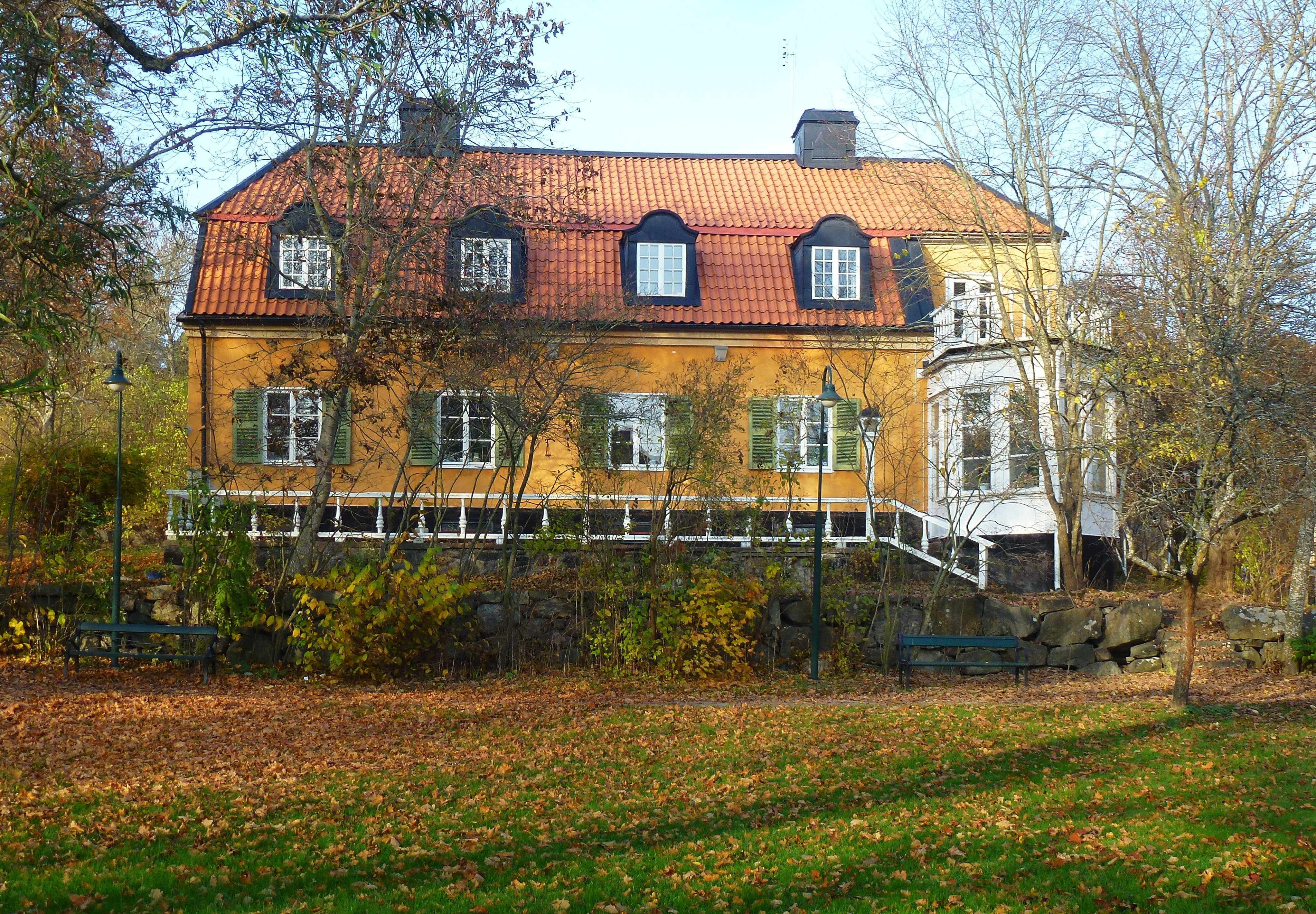
Gården från syd
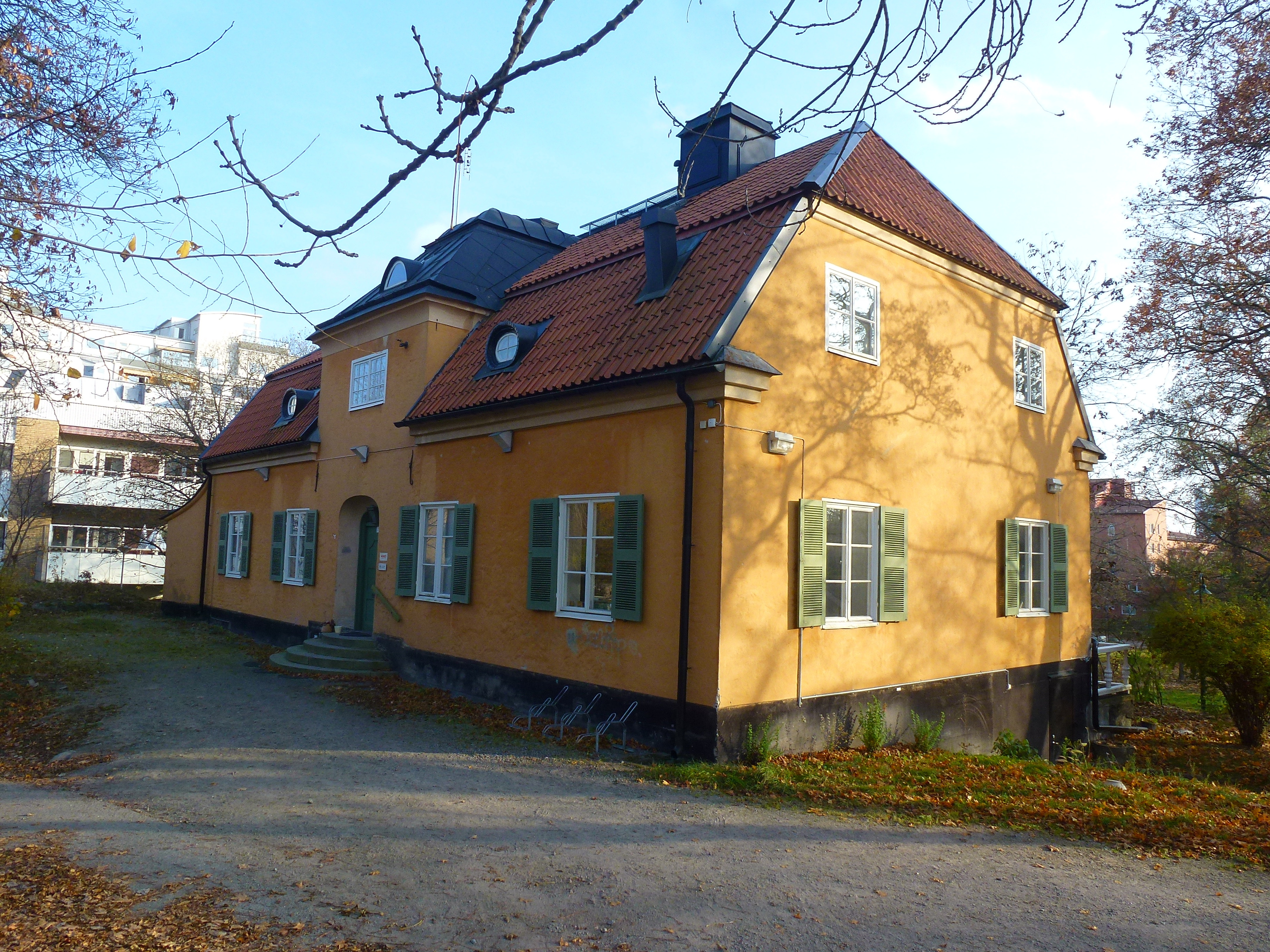
Gården från nordväst
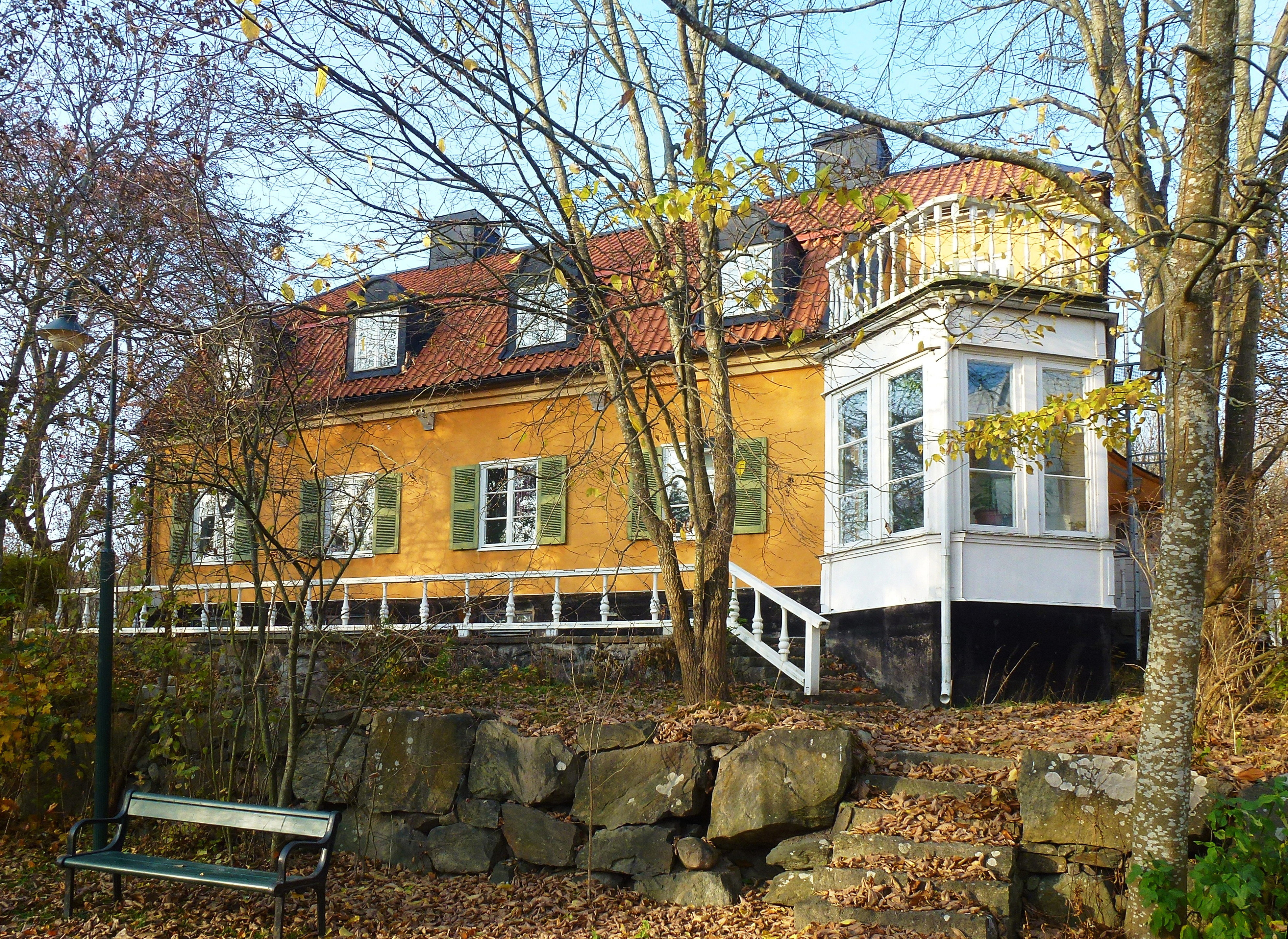
Gården från sydost
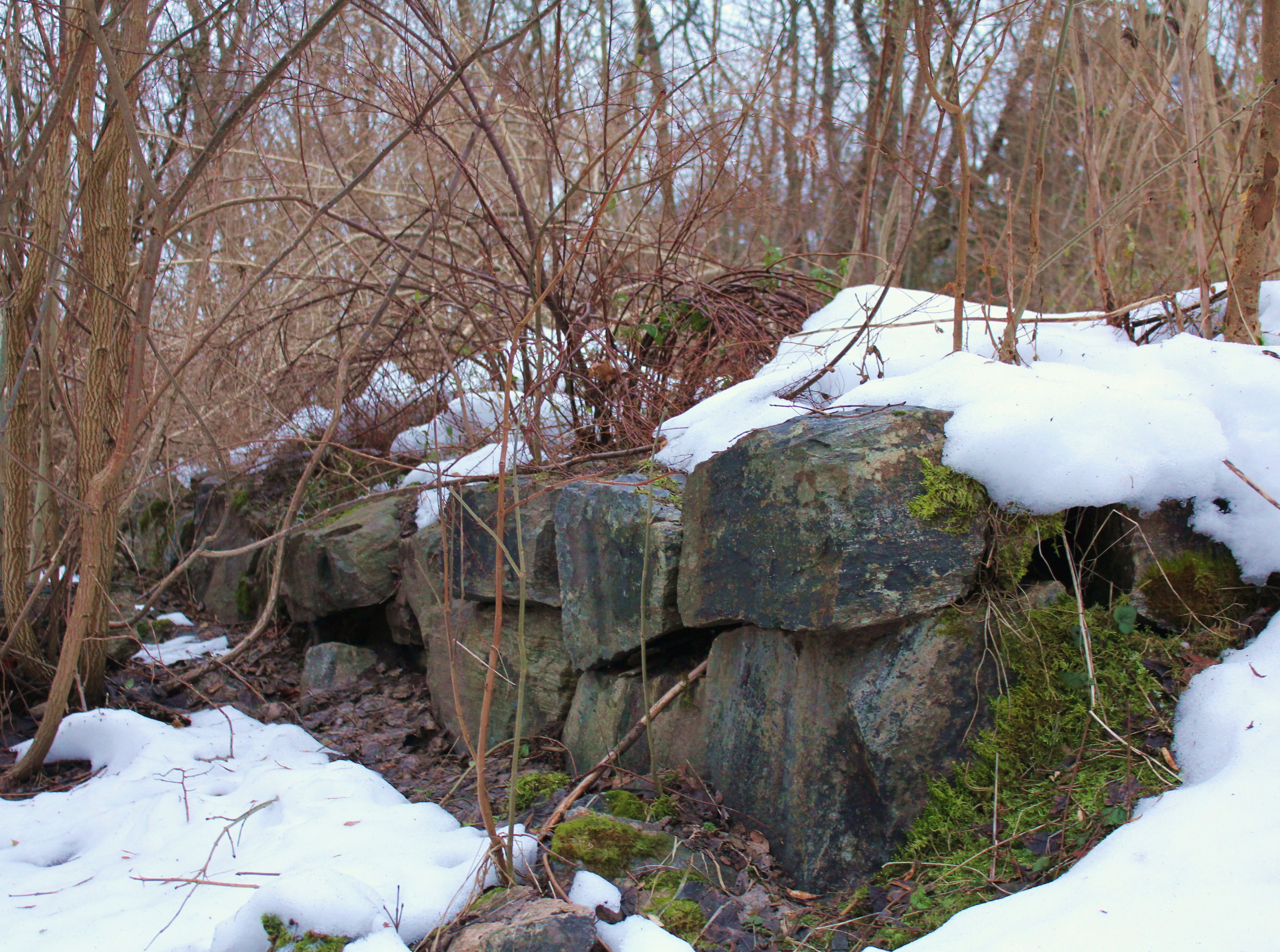
Fundament efter tidigare byggnad som revs 1919

Parken
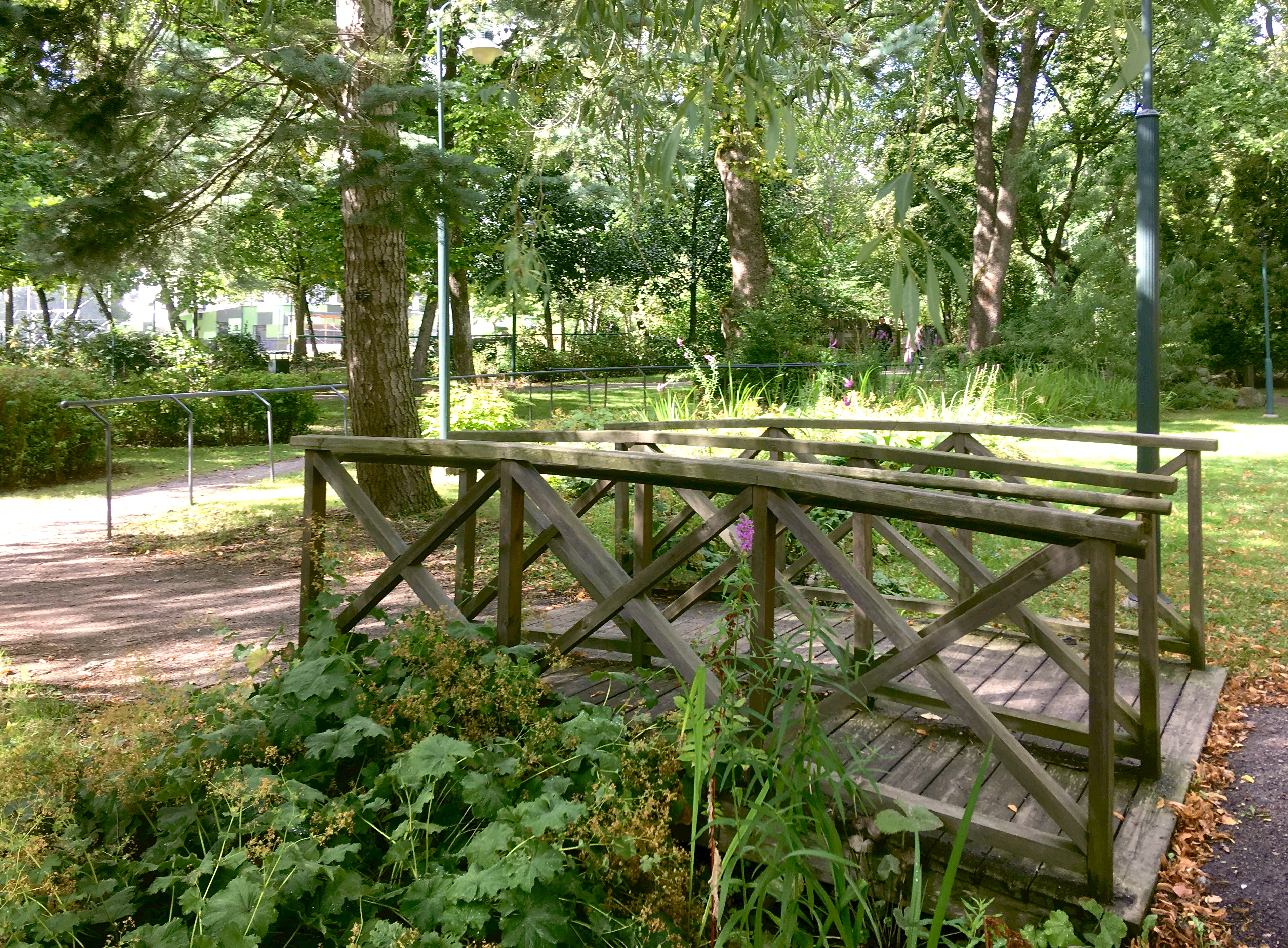
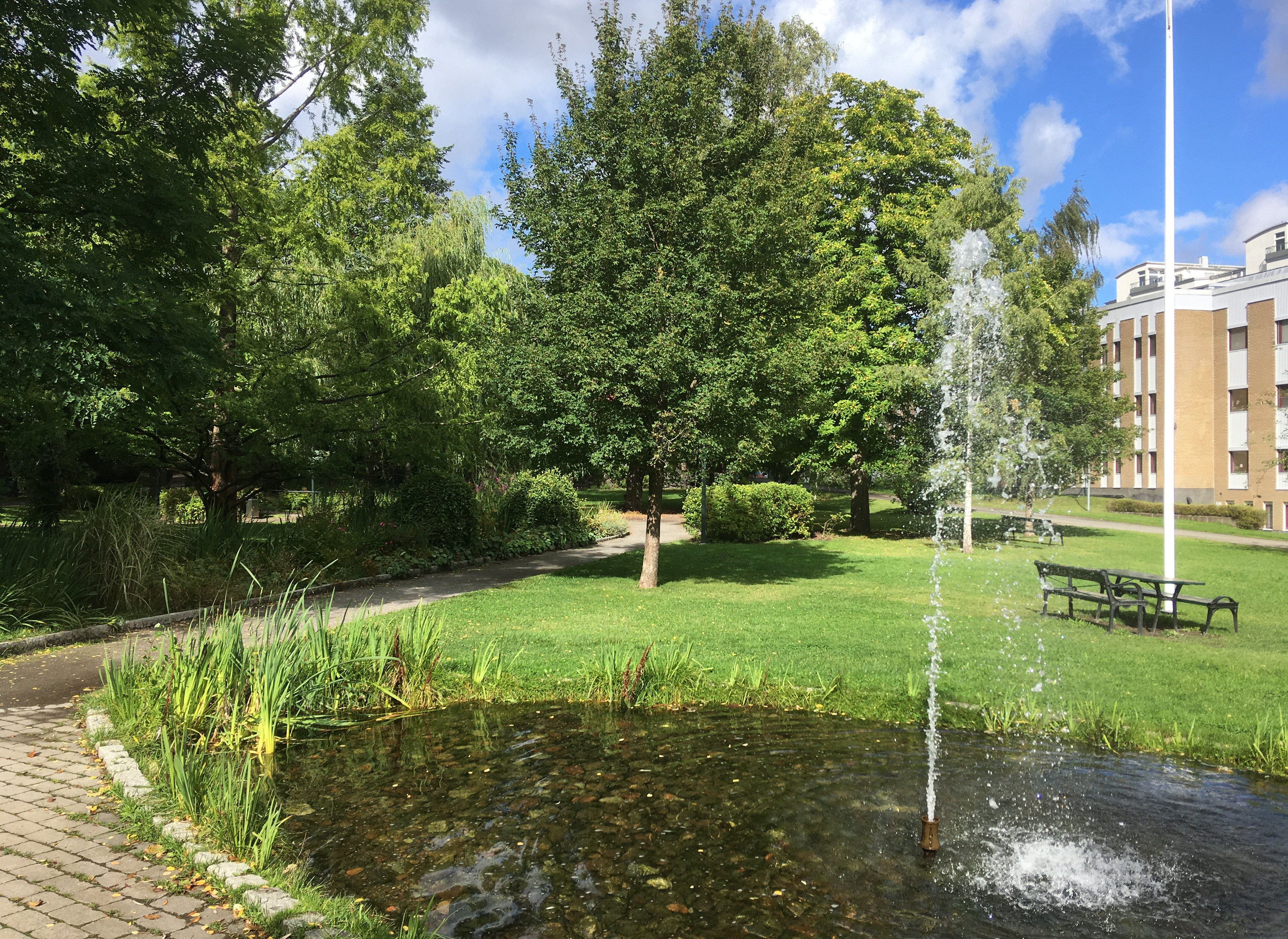
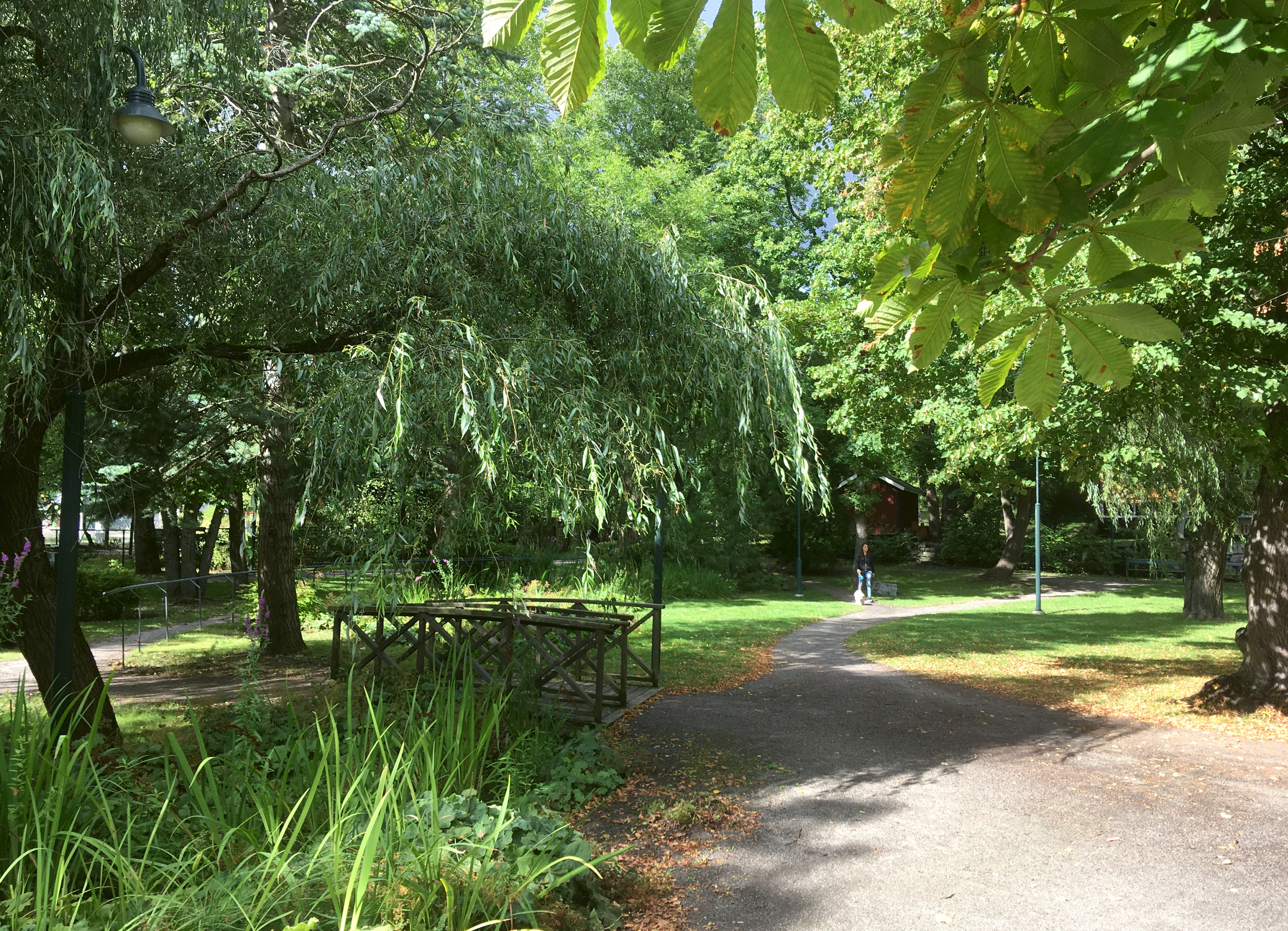
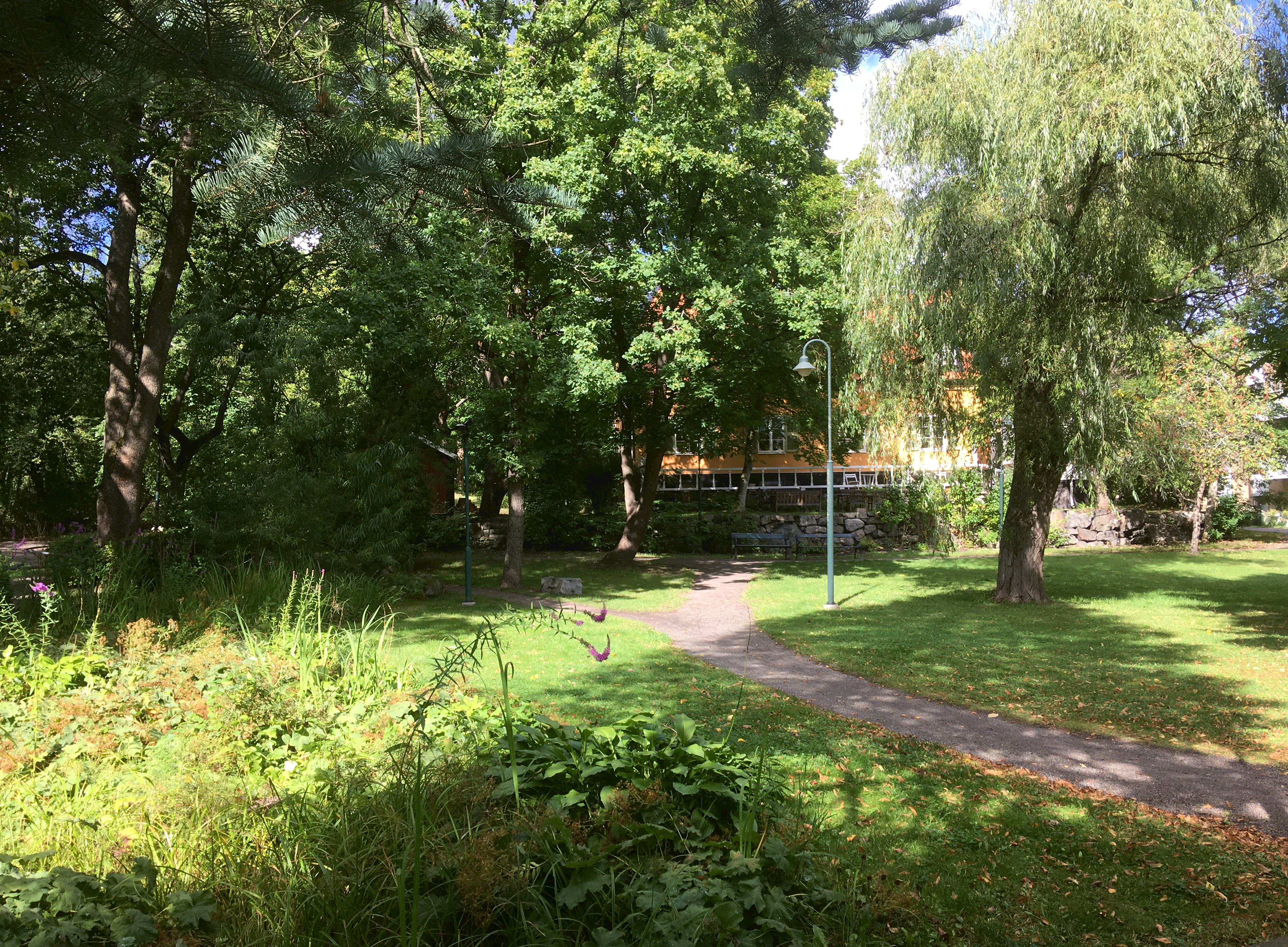

## Publikationer med koppling till prästgården
- Brannius, J. W. De paroecia Braenkyrka. Avhandling framlagd 1769 vid Uppsala universitet om Brännkyrka socken. Brannius uppväxt på Solberga prästgård, son till komministern, Johannes Brannius.
- Andersson, L. G. Prästgårdsminnen från Vagnhärad och Brännkyrka, Nordiska Museet, 1957. Andersson uppväxt på Solberga prästgård, son till komministern, Lars Andersson.